# Алаутра
Ала́утра (Алаотра, малаг. Farihin' Alaotra) — большое, но неглубокое озеро на востоке Мадагаскара. Крупнейшее на острове.
Находится в провинции Туамасина, неподалёку от города Амбатундразака. Площадь поверхности составляет около 450 км², но в иные годы могла падать до 200 км² и меньше. Имеет сток: в Алаутру впадает более 20 рек, крупнейшими из которых являются Ануни с северо-западной и Сахабе с юго-западной стороны (среди прочих также Сахамалуту, Лувука, Бемаранина, Хараве, Лакана, Лухафасика), а вытекает одна река Манингури.

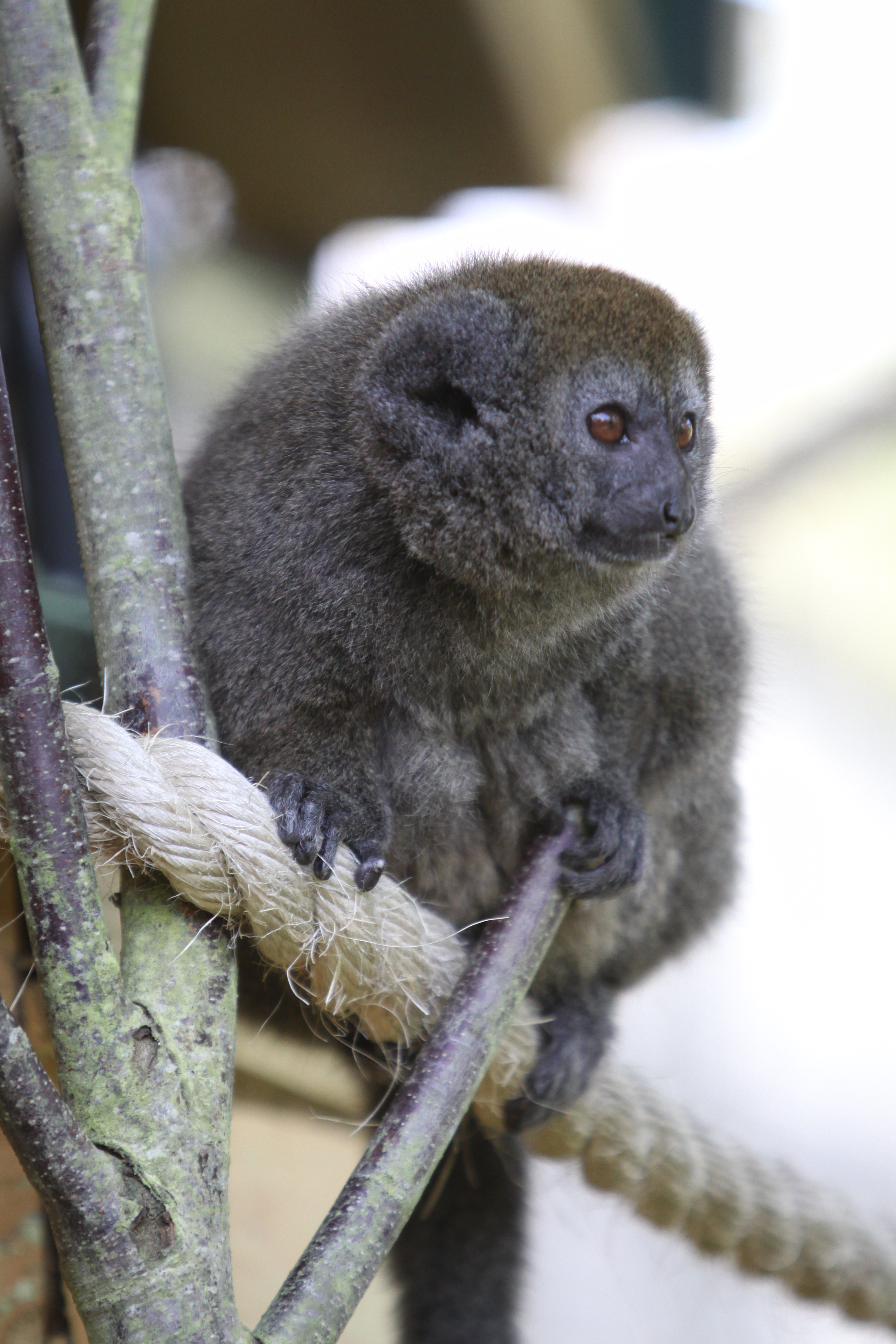
Бамбуковый лемур озера Алаутра

С западной стороны построено множество каналов, что в перспективе может привести к исчезновению озера из-за роста объёмов твёрдых частиц, которые приносятся реками. Алаутра существует по крайней мере 30 тысяч лет и, как предполагается, по своей природе является водно-болотным угодьем или болотом, которое задерживает твердые частицы и таким образом защищает свою озёрную часть от заиления. Тектонический режим в этой части острова, по-видимому, постоянно поддерживает дно бассейна ниже уровня грунтовых вод. Плодородная равнина вокруг озера является важнейшим районом рисоводства на острове, уничтожение лесов по склонам приводит к вымыванию почвы, а строительство прямых каналов для выращивания риса облегчает наносам доступ к озеру. При этом заиление также приводит к снижению продуктивности рисовых полей.
Общая площадь водосборного бассейна оценивается в 7005 км², при этом топографический бассейн Алаутры (впадина Сиханака) занимает порядка 25 % (1800 км², где 450 км² занимает водная поверхность озера, 820 км² — орошаемые рисовые поля и 530 км² — сохранившиеся естественные водно-болотные угодья). В 2003 году территория площадью 7225 км² была объявлена Рамсарским водно-болотным угодьем. Это репрезентативный пример естественных водно-болотных угодий биогеографического региона восточного Мадагаскара; присутствуют девять из двадцати типов естественных водно-болотных угодий (по Рамсарской системе классификации), а также семь из десяти антропогенных типов. Здесь единственная естественная среда обитания находящегося под угрозой вымирания бамбукового лемура озера Алаутра (Hapalemur alaotrensis) — одного из немногих известных приматов, живущих только в тростниковых зарослях, окружающих озеро Алаутра, в виде двух групп (субпопуляций): небольшая часть обитает в северной части озера на берегах реки Эинсула; вторая и бо́льшая часть — на прилегающих болотах вдоль юго-западных берегов озера. За 27 лет (три поколения) популяция сократилась на ≥80 %. Эндемичная алаутранская малая поганка, вероятно, вымерла к 2010-му году. Водно-болотные угодья вокруг озера Алаутра имеют культурное и экономическое значение для местных жителей.